# Idioma selonio

Distribución de las tribus bálicas hacia el 1200 d. C. (froneteras aproximadas).

El selonio es una lengua báltica extinta del grupo báltico oriental hablado por los selonios, que hasta el siglo XV vivieron en la región histórica de Selonia, una región al sureste de Letonia y al noreste de Lituania.
Entre los siglos XIII y XV los selonios abandonaron progresivamente su lengua y fueron asimilados por los latgalianos y en parte por los lituanos.

## Descripción lingüística
Se considera que el selonio retuvo las combinaciones fonémicas del protobáltico *an, *en, *in, *un, al igual que el idioma lituano. Además con el idioma letón comparte los cambios del proto-báltico *kʲ > c,  *ɡʲ > dz además de la despalatalizaciones *š, *ž > s, z.
Puede rastrearse la influencia del selonio en los territorios donde se habló selonio, especialmente en el acento y la fonética del llamado dialecto selonio del letón. También en los subdialectos nororientales del dialecto Aukštaičių del lituano, principalmente en el léxico.